# Błędziszki
Błędziszki (deutsch Blindischken, 1938–1945 Wildwinkel) ist ein kleines Dorf in der polnischen Woiwodschaft Ermland-Masuren. Es gehört zur Landgemeinde Dubeninki (Dubeningken, 1938–1945 Dubeningen) im Kreis Gołdap (Goldap).

## Geographische Lage
Błędziszki liegt am Südostrand der Rominter Heide (polnisch: Puszcza Romincka) am rechten Ufer der Blinde (Błędzianka). Die Kreisstadt Gołdap (Goldap) ist 21 Kilometer weit entfernt.

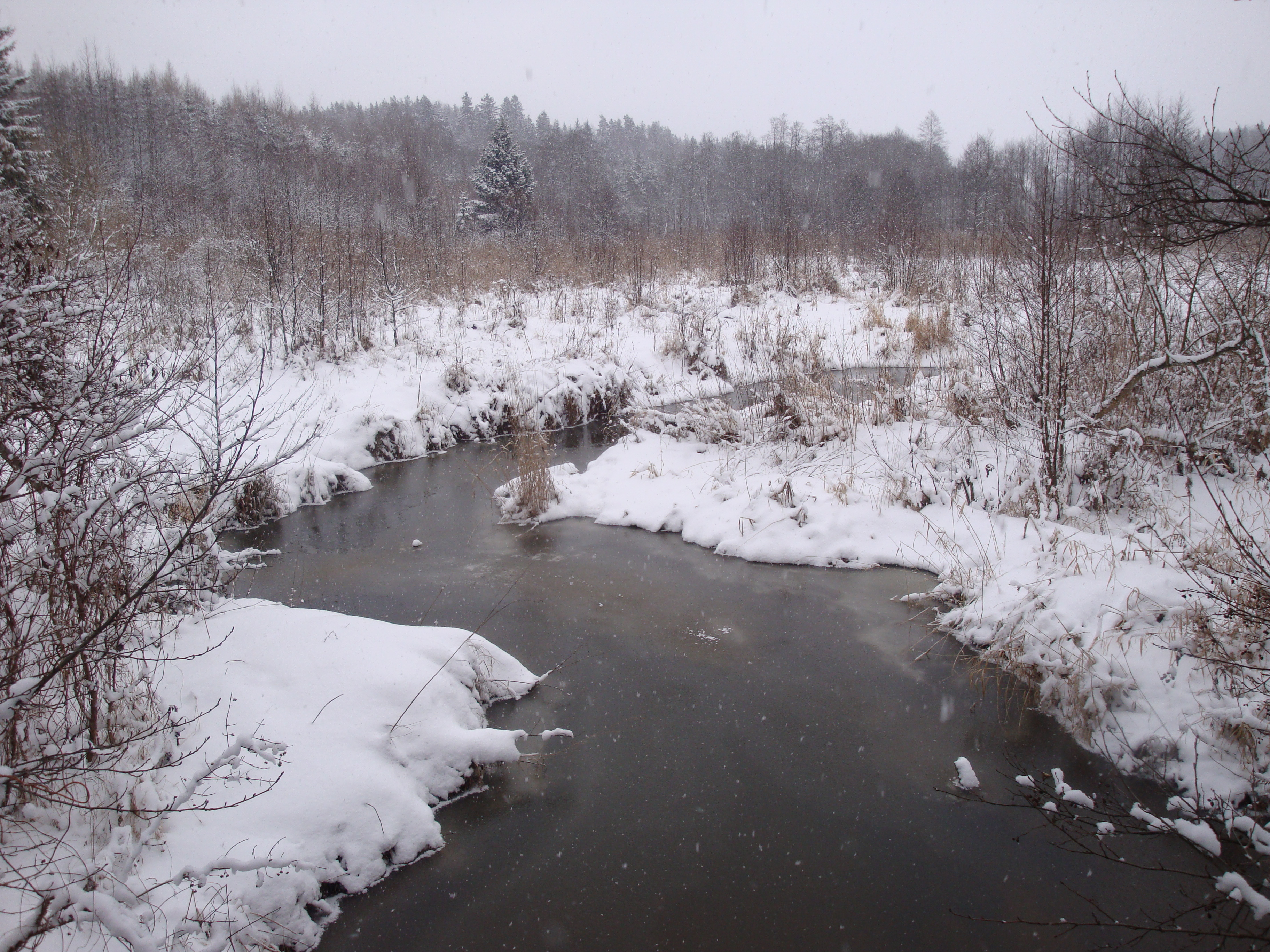
Das Flüsschen Blinde (Błędzianka) bei Błędziszki im Winter 2008/09

## Geschichte
Bereits vor 1539 wurde das damals Klein Blinden genannte Dorf gegründet. In der Folgezeit wurde es auch Blinden (1540), Groß Blinden (vor 1785) und Blindischken (bis 1938) genannt. Im Jahr 1874 kam das Dorf zum neu errichteten Amtsbezirk Dubeningken, der – 1939 umbenannt in Amtsbezirk Dubeningen – bis 1945 bestand und zum Kreis Goldap im Regierungsbezirk Gumbinnen der preußischen Provinz Ostpreußen gehörte.
Im Jahr 1910 waren in Blindischken 93 Einwohner gemeldet. Ihre Zahl sank bis 1933 auf 79 und belief sich 1939 auf nur noch 66.
Am 3. Juni (offiziell bestätigt am 16. Juli) 1938 wurde Blindischken in Wildwinkel umbenannt. 1945 kam das Dorf in Kriegsfolge zu Polen und erhielt die neue Bezeichnung Błędziszki. Heute ist der Ort mit seinen derzeit 32 Einwohnern eine Ortschaft im Verbund der Gmina Dubeninki im Powiat Gołdapski. Zwischen 1975 und 1998 gehörte er zur Woiwodschaft Suwałki, seither zur Woiwodschaft Ermland-Masuren.

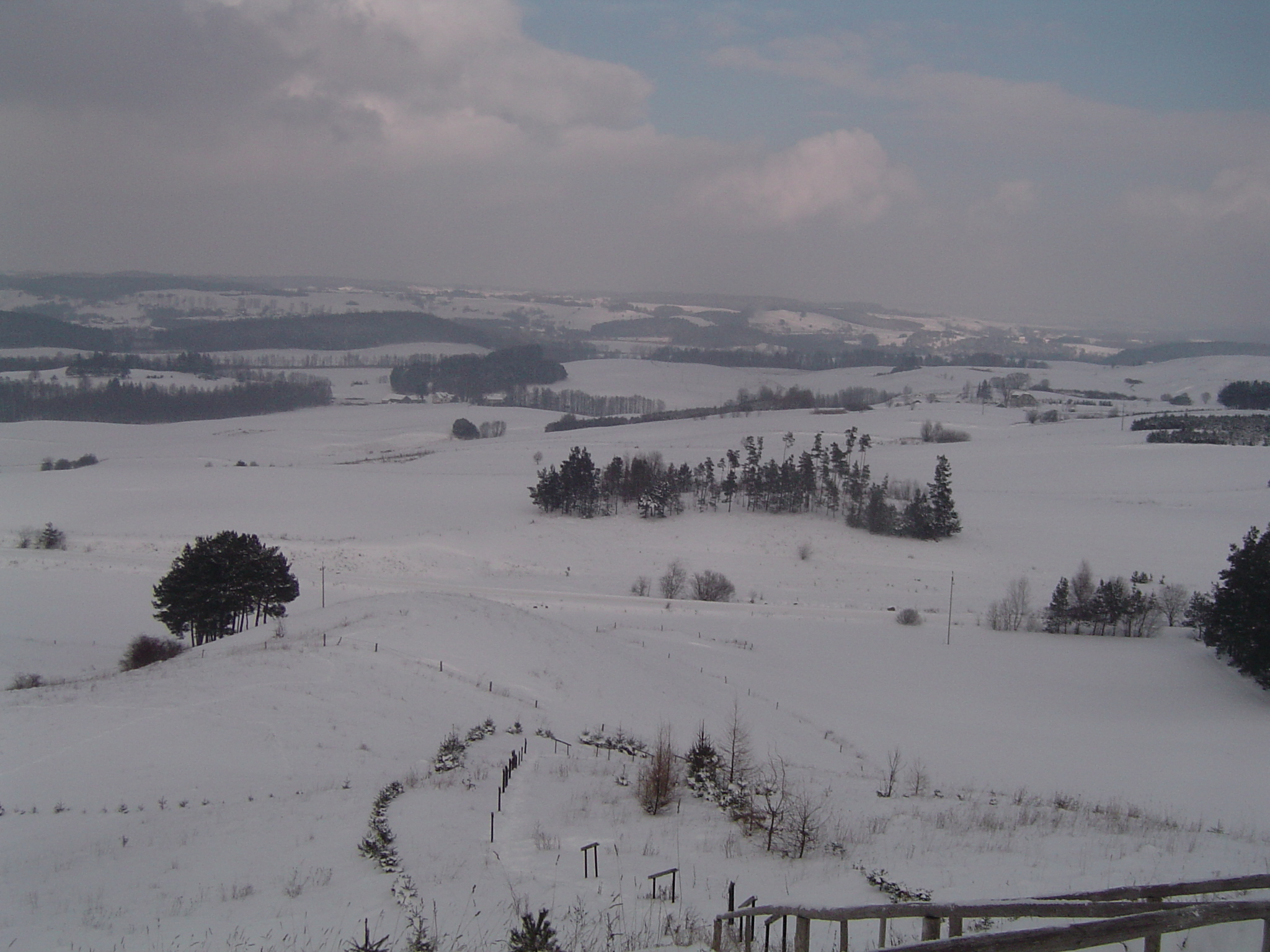
Winterlandschaft bei Błędziszki

## Religionen
Mehrheitlich war die Einwohnerschaft Blindischkens vor 1945 evangelischer Konfession und das Dorf war in das Kirchspiel der Kirche Dubeningken eingepfarrt. Es gehörte somit zum Kirchenkreis Goldap innerhalb der Kirchenprovinz Ostpreußen der Evangelischen Kirche der Altpreußischen Union. Die Katholiken im Ort waren zur Pfarrkirche nach Goldap im Bistum Ermland hin orientiert. 
Nach 1945 veränderte sich die Lage: die fast ausnahmslos katholische Bevölkerung Błędziszkis hat nun die einstige evangelische Kirche in Dubeninki als Pfarrkirche. Sie ist Teil des Dekanats Filipów im Bistum Ełk (Lyck) der Katholischen Kirche in Polen. Die wenigen evangelischen Kirchenglieder gehören jetzt zur Kirchengemeinde in Gołdap, einer Filialgemeinde der Pfarrei in Suwałki in der Diözese Masuren der Evangelisch-Augsburgischen Kirche in Polen.

## Verkehr
Błędziszki liegt innerhalb der touristisch attraktiven Rominter Heide und ist verkehrsgünstig über die Woiwodschaftsstraße 651 zu erreichen. Vor 1945 endete der durch den Ort führende Landweg am Jagdschloss Rominten (russisch: Raduschnoje, nicht mehr existent), wobei der Zugang heute durch die polnisch-russische Staatsgrenze abgeriegelt ist. Eine bis 1945 bestehende Bahnanbindung über die Station Blindgallen (1938–1945 Schneegrund, polnisch Błąkały) an der auch „Kaiserbahn“ genannten Bahnstrecke Goldap–Szittkehmen (Wehrkirchen) ist heute nicht mehr in Betrieb.